# مياه راكدة (فلم 2020)
مياه راكدة (بالإنجليزية: Stillwater) فيلم دراما وتشويق أمريكي للمخرج توم مكارثي عام 2020 كتبه توماس بايديجين ونويه دبرا وسيناريو ماركاس هينشاي وتوم مكارثي. قام بالبطولة مات ديمون  وابيجيل برسلن  وكاميل كوتن.

## طاقم التمثيل
- مات ديمون: في دور بيل بيكر
- أبيجيل برسلين: في دور أليسون
- كميل كوتين: في دور فيرجيني
- ديانا دوناجان: في دور شارون
- روبرت بيترز: في دور القس
- ديفيد سي تام: في دور مقيم محطم
- جيك واشبورن: في دور مسئول الحفر
- جينيفر ري: في دور مراسل
- ليساندرو بوكاتشي: في دور مشرف المطار
- جاستن فرانس: في دور ناشط شاب
- كيلي بيلاتشي: في دور محامية
- داستن ويلسون: في دور مشغل كاميرا
- ايرين هيرينج: في دور من الحشد المحلي
- ريان ميوزيك: في دور مصور صحفي
- ليسا نيدل: في دور مضيفة مطار[5]

## أحداث الفيلم
يسافر أحد عمال النفط الأمريكيين من أوكلاهوما إلى مرسيليا لزيارة ابنته المنفصلة عنه المسجونة بسبب جريمة قتل تدعي أنها لم ترتكبها. في مواجهة حواجز اللغة والاختلافات الثقافية والنظام القانوني المعقد، يجعل بيل مهمته الشخصية هي تبرئة ابنته. في هذه العملية، يطور صداقة مع امرأة محلية وابنتها الصغيرة ويشرع في رحلة شخصية للاكتشاف وإحساس أكبر بالانتماء في العالم.

## الإنتاج
أُعلن في يوليو 2019 أن توم مكارثي سيكتب الفيلم ويخرجه، والبطولة لمات ديمون. وأضيفت أبيجيل بريسلين إلى فريق الممثلين في وقت لاحق من الشهر، حيث بدأ التصوير في أغسطس 2020. جرى إضافة كاميل كوتين إلى فريق التمثيل في سبتمبر. قام مايكل دانا بكتابة موسيقى الفيلم.
صُوّر الفيلم في مدن مختلفة في أوكلاهوما، وكذلك في أركاديا وتشيكاشا وإل رينو وغوثري وفي مدينة ستيلووتر التي تحمل نفس اسم الفيلم.

## وصلات خارجية
- مقالات تستعمل روابط فنية بلا صلة مع ويكي بيانات